# Pavane pour une infante défunte

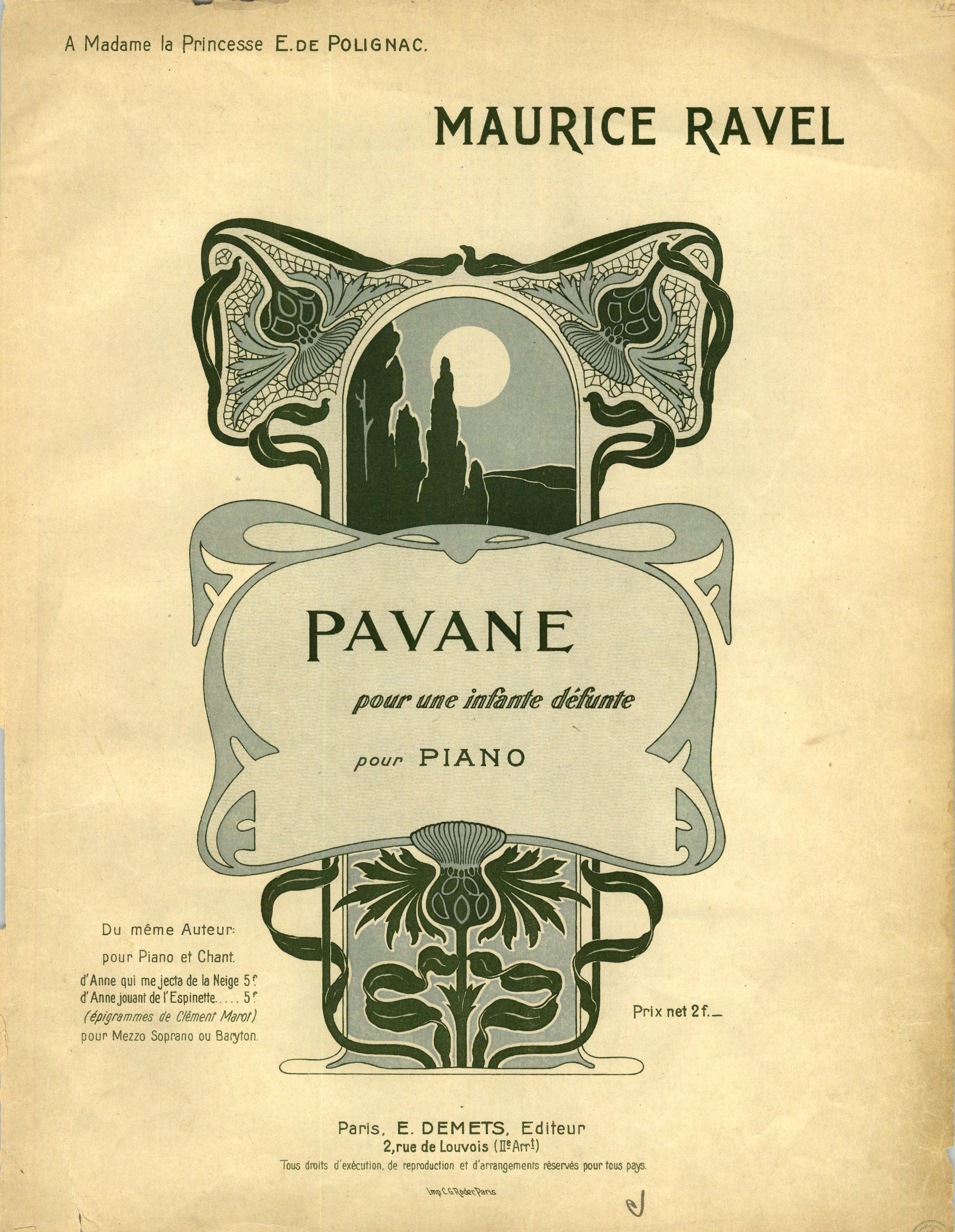

Pavane pour une infante défunte (tiếng Việt: Vũ khúc pavane cho một nàng công chúa đã qua đời) là tiểu phẩm dành cho piano của nhà soạn nhạc người Pháp Maurice Ravel. Ông viết tác phẩm này vào năm 1899 và nó được trình diễn lần đầu tiên vào năm 1902. Sau đó Ravel có cho phối với dàn nhạc giao hưởng vào năm 1910, phiên bản này được trình diễn lần đầu tiên cùng năm. Tác phẩm gợi nhớ đến một tập tục của triều đình Tây Ban Nha, đó là dùng điệu nhảy nghi lễ trang trọng trong thời gian hoàng gia có tang lễ. Khúc này được tấu trung bình khoảng sáu đến bảy phút.

## Lịch sử
Ravel mô tả vũ khúc này như là "một khởi sự liên tưởng đến điệu pavane mà một nàng công chúa [infata] có thể đã khiêu vũ trong cung điện hoàng gia Tây Ban Nha". Pavane là một điệu nhảy rước chậm rãi khá được ưa chuộng ở các cung điện châu Âu vào khoảng thế kỷ 16-17.
Ravel dành tặng vũ khúc này cho người bảo trợ âm nhạc của mình là Princesse de Polignac. Ông cho xuất bản nó vào năm 1900, nhưng nó ít được chú ý mãi cho đến khi nghệ sĩ dương cầm người Tây Ban Nha Ricardo Viñes trình diễn lần đầu tiên vào ngày 5 tháng 4 năm 1902. Tác phẩm nhanh chóng trở nên phổ biến, mặc dù Ravel đã từng cho rằng nó có "hình thức nghèo nàn" và bị ảnh hưởng quá mức bởi âm nhạc của Chabrier.